# Gualberto Villarroel (provins)

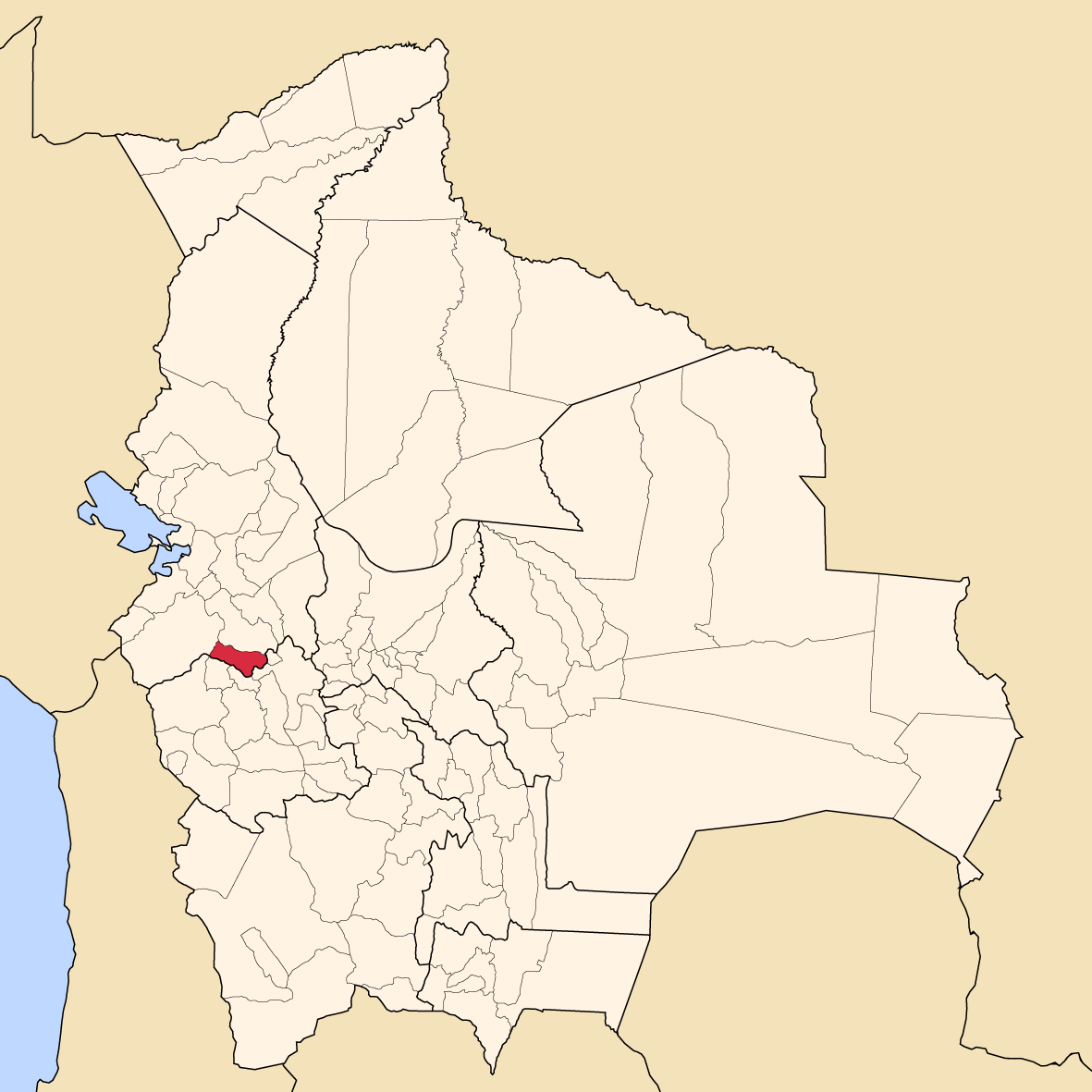
Provinsens läge i Bolivia

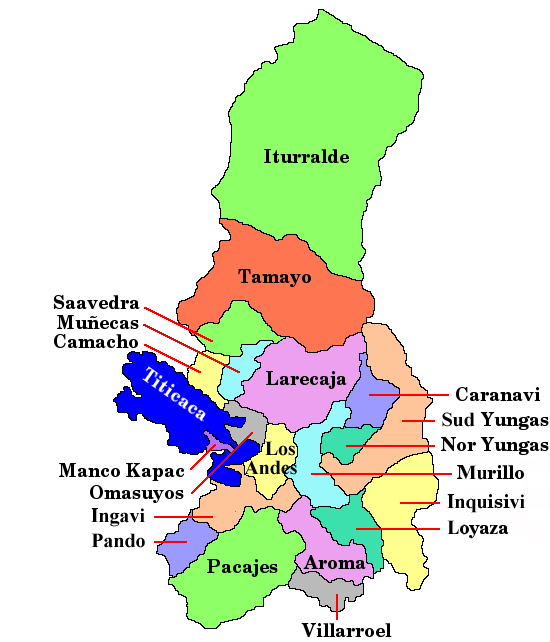
Provinser i La Paz

Gualberto Villarroel är en provins i departementet La Paz i Bolivia. Den administrativa huvudorten är San Pedro de Curahuara.